# Special Olympics Südsudan
Special Olympics Südsudan (englisch: Special Olympics South Sudan) ist der südsudanesische Verband von Special Olympics International, der weltweit größten Sportbewegung für Menschen mit geistiger Beeinträchtigung und Mehrfachbeeinträchtigung. Ziel ist die sportliche Förderung dieser Personengruppe und die Sensibilisierung der Gesellschaft für sie. Außerdem betreut der Verband die südsudanesischen Athletinnen und Athleten bei den Special Olympics Wettbewerben.

## Geschichte
Special Olympics Südsudan wurde 2018 mit Sitz in Juba gegründet und 2019 akkreditiert.

## Aktivitäten
Anfangs waren 4 Athletinnen, Athleten und Unified Partner sowie 5 Trainer bei Special Olympics Südsudan registriert. Der Verband plante 2019 die Teilnahme an den Programmen Family Support Network und Family Health Forums, die von Special Olympics International ins Leben gerufen worden waren.

### Sportarten
2019 wurde vom Verband die Sportart Schwimmen (Special Olympics) angeboten.

### Teilnahme an Weltspielen vor 2020
• 2019 Special Olympics, World Summer Games, Abu Dhabi (68 Athletinnen und Athleten)

### Teilnahme an den Special Olympics World Summer Games 2023 in Berlin
Special Olympics Südsudan nahm an den Special Olympics World Summer Games 2023 teil. Die Delegation wurde vor den Spielen im Rahmen des Host Town Program von Mendig betreut. Sie bestand aus drei Athleten und fünf Betreuern. Das Team gewann bei diesen Weltspielen zwei Silber- und zwei Bronzemedaillen.